# Končarev Kraj
Končarev Kraj falu Horvátországban Lika-Zengg megyében. Közigazgatásilag Plitvička Jezerához tartozik.

## Fekvése
Otocsántól légvonalban 26 km-re, közúton 29 km-re keletre, községközpontjától Korenicától légvonalban 15 km-re, közúton 23 km-re északnyugatra fekszik. Az 52-es számú főútról egy bekötőúton érhető el.

## Története
Nevét lakóiról a Končar családról kapta, akik több szerb telepessel együtt a 17. században a török által megszállt területről vándoroltak be ide. Pravoszláv lakói egyházilag a szomszédos Babin Potok parókiájához tartoztak. A falunak 1890-ben 92, 1910-ben 139 lakosa volt. A trianoni békeszerződésig Lika-Korbava vármegye Korenicai járásához tartozott. Ezt követően előbb a Szerb-Horvát-Szlovén Királyság, majd Jugoszlávia része lett. 1991-ben a független Horvátország része lett, de szerb lakossága még az évben Krajinai Szerb Köztársasághoz csatlakozott.
A horvát hadsereg 1995. augusztus 6-án a Vihar hadművelet keretében foglalta vissza a község területét, melynek szerb lakói nagyrészt elmenekültek. A falunak 2011-ben mindössze egy állandó lakosa volt

## Lakosság

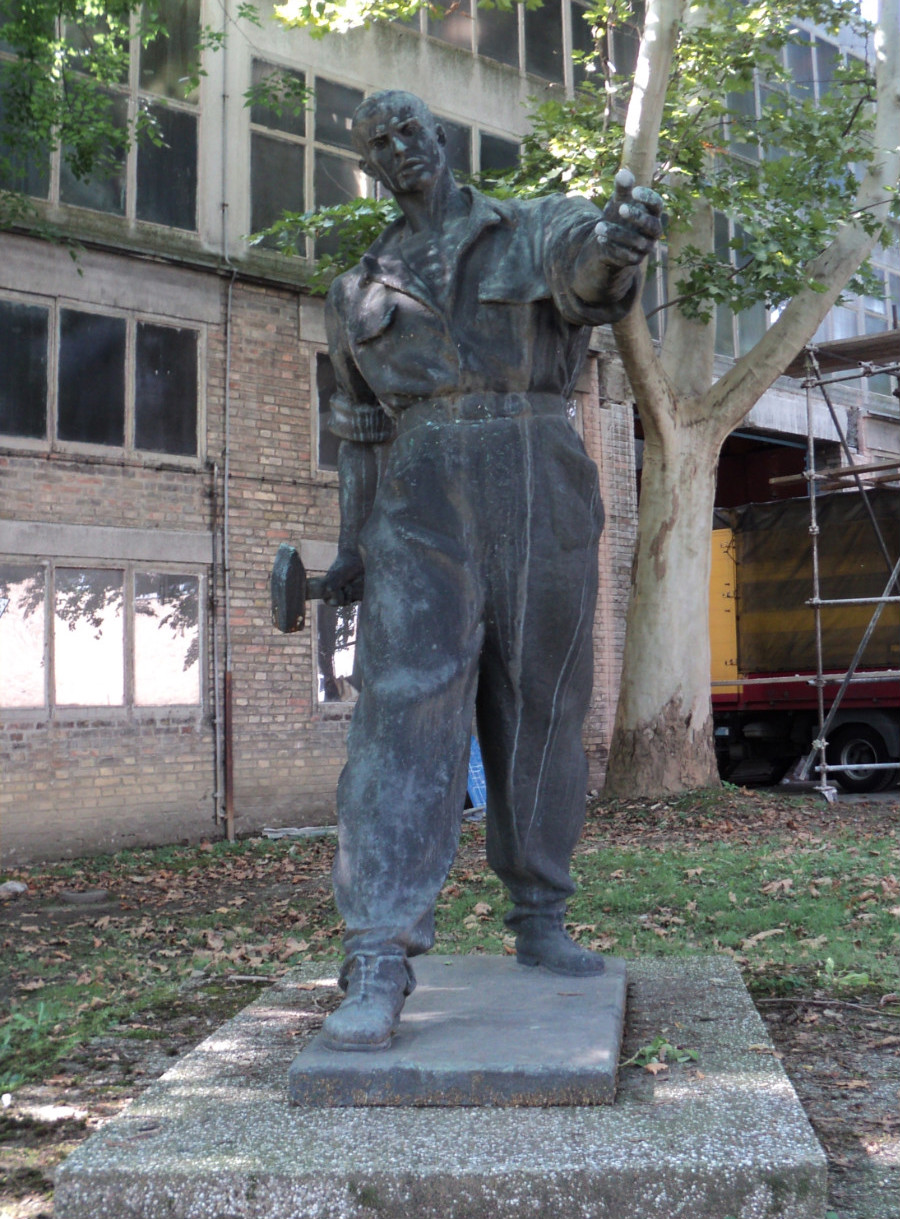
Rade Končar szobra a zágrábi Končar-Siemens gyár udvarán. Vanja Radauš alkotása.

| Lakosság változása | Lakosság változása | Lakosság változása | Lakosság változása | Lakosság változása | Lakosság változása | Lakosság változása | Lakosság változása | Lakosság változása | Lakosság változása | Lakosság változása | Lakosság változása | Lakosság változása | Lakosság változása | Lakosság változása | Lakosság változása |
| ------------------ | ------------------ | ------------------ | ------------------ | ------------------ | ------------------ | ------------------ | ------------------ | ------------------ | ------------------ | ------------------ | ------------------ | ------------------ | ------------------ | ------------------ | ------------------ |
| 1857               | 1869               | 1880               | 1890               | 1900               | 1910               | 1921               | 1931               | 1948               | 1953               | 1961               | 1971               | 1981               | 1991               | 2001               | 2011               |
| 0                  | 0                  | 0                  | 92                 | 138                | 139                | 132                | 120                | 101                | 105                | 52                 | 23                 | 15                 | 12                 | 0                  | 1                  |

## Nevezetességei
Itt született 1911. október 28-án Rade Končar a Horvát Kommunista Párt titkára, a párt központi bizottságának tagja. A második világháború idején a horvátországi és dalmáciai partizán csoportok tevékenységét szervezte. 1941. november 17-én az olasz megszállók letartóztatták és 1942. május 22-én 25 másik antifasisztával együtt kivégezték. Az ő nevét vette fel a nemzeti felszabadító hadsereg 13. proletár brigádja. Az ő nevét viseli a zágrábi Končar villamosipari részvénytársaság.